# Pulsnitz
Pulsnitz (alt sòrab: Połčnica) és un municipi alemany que pertany a l'estat de Saxònia. Es troba a 11 kilòmetres al sud-oest de Kamenz i a 24 kilòmetres al nord-est de Dresden. Limita amb els municipis de Haselbachtal, Steina, Ohorn, Großröhrsdorf, Lichtenberg i Großnaundorf.

## Evolució demogràfica
| - 1597 – 0821 - 1800 – 1391 - 1834 – 1773 | - 1885 – 3155 - 1900 – 3750 - 1960 – 6738 | - 2000 – 6874 - 2004 – 6578 - 2007 – 7933 |

## Galeria d'imatgfes

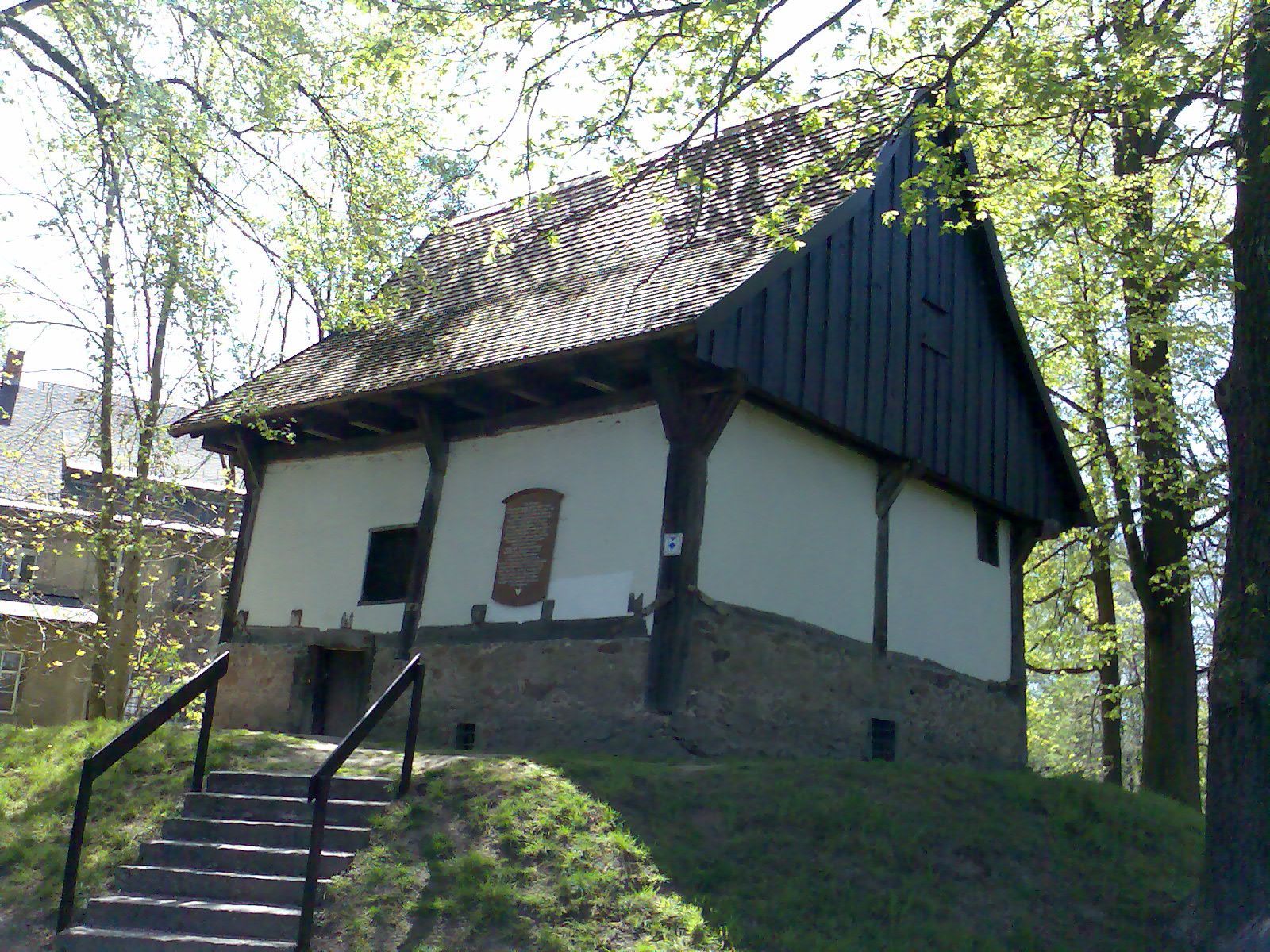
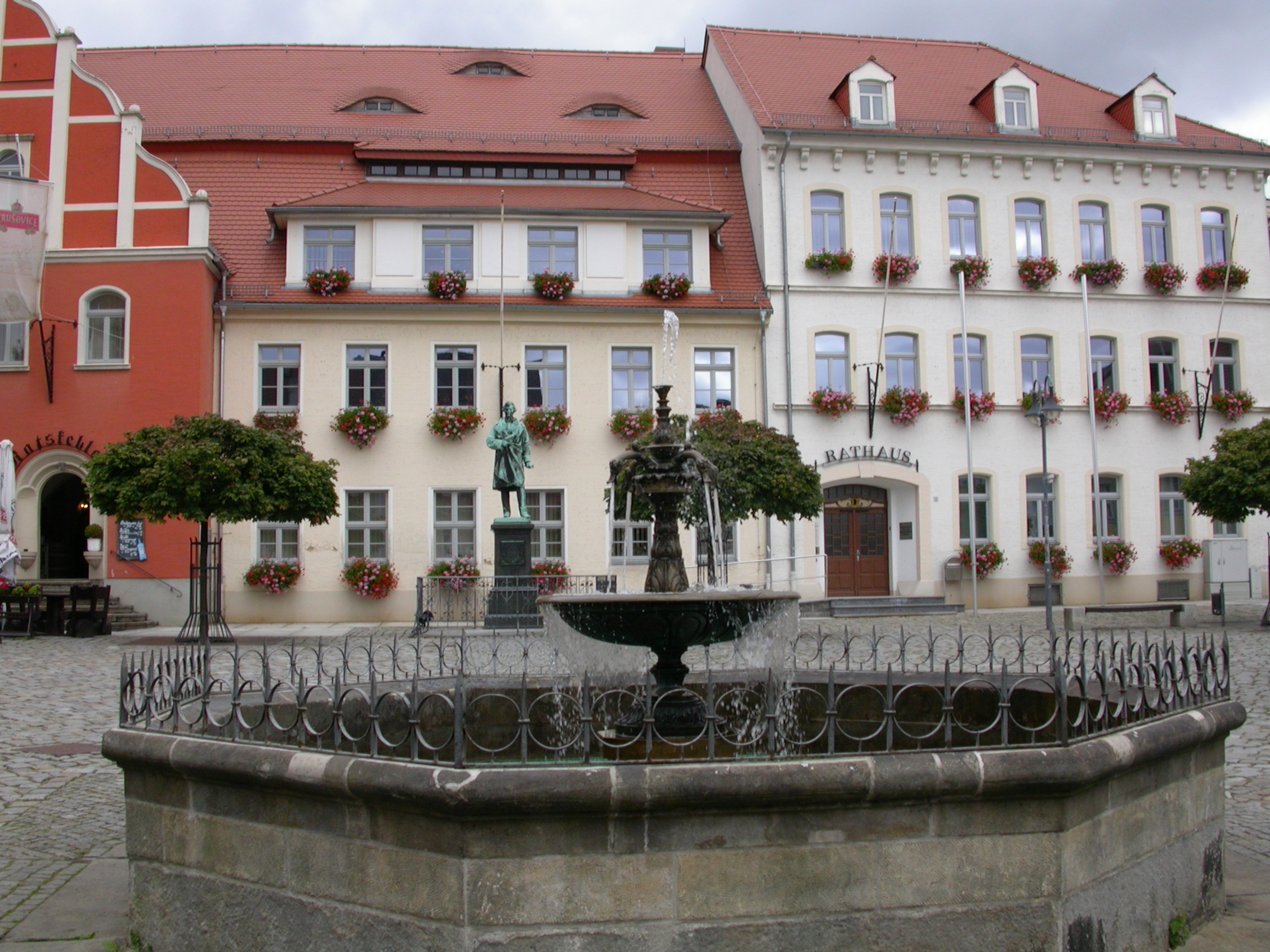
Plaça del mercat
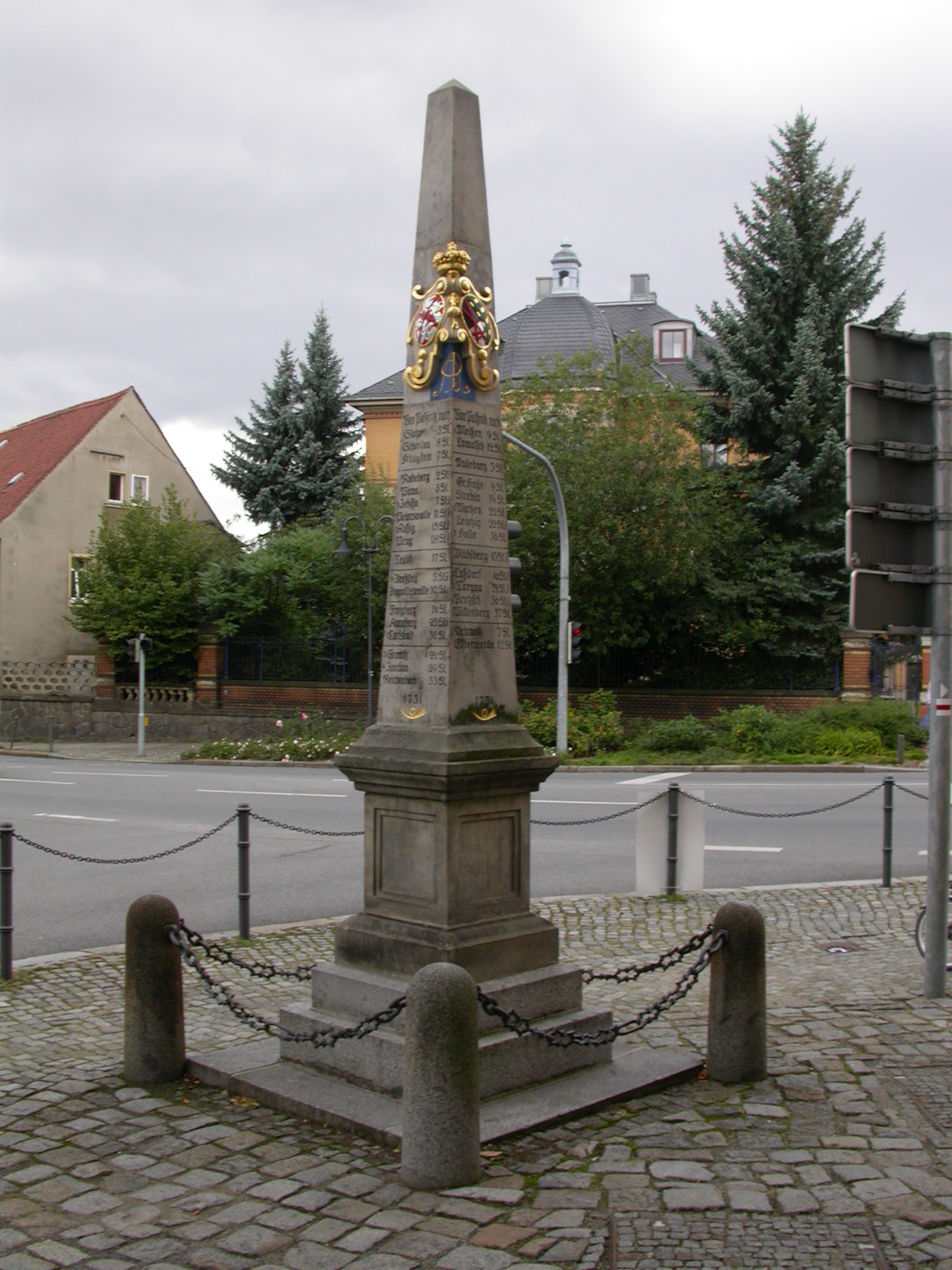
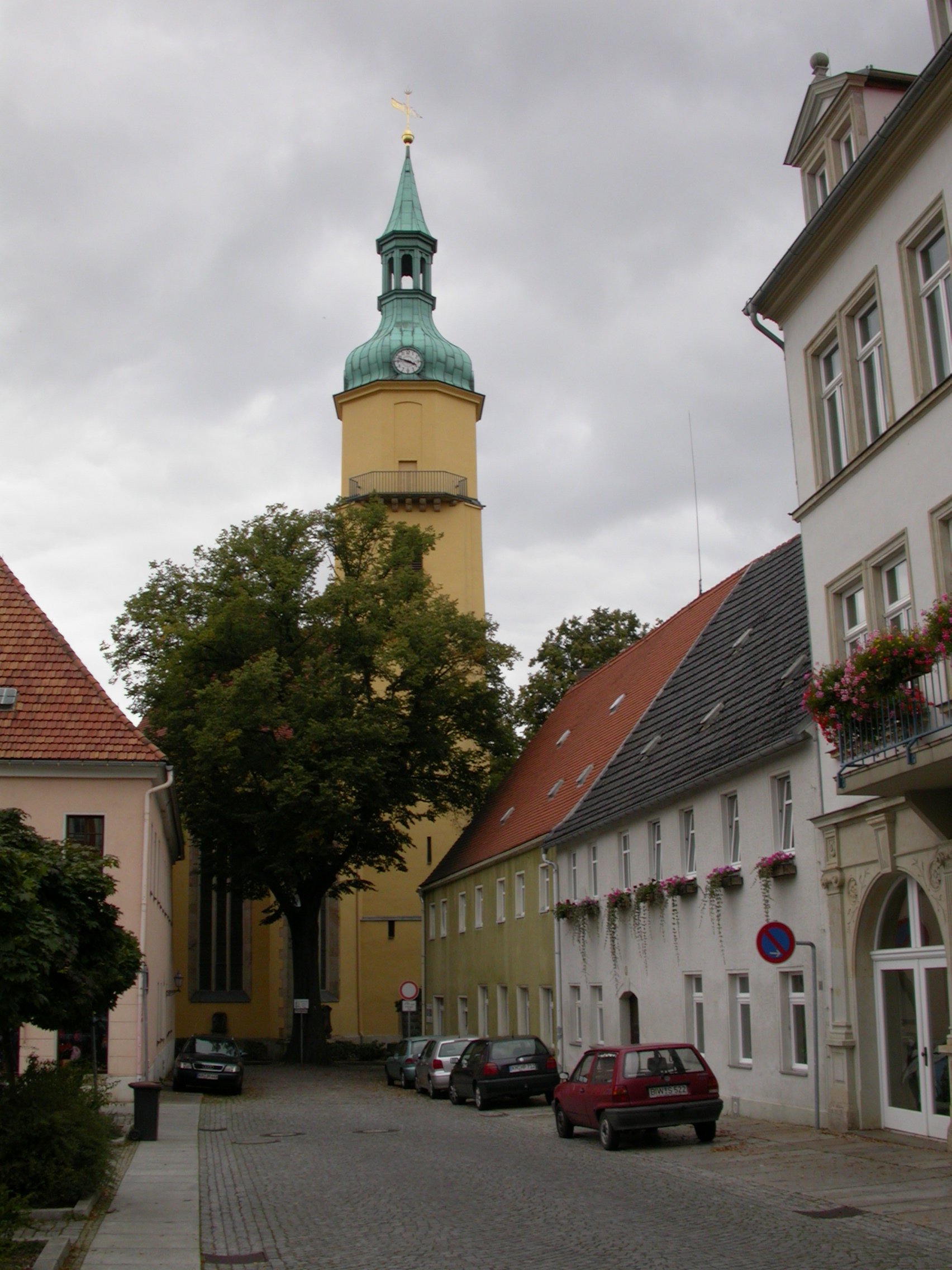
Església St. Nicolai